# City Slickers
City Slickers is een Amerikaanse filmkomedie uit 1991 onder regie van Ron Underwood. Acteur Jack Palance won zowel een Oscar als een Golden Globe voor zijn bijrol hierin als de ijzervretende, maar goedaardige cowboy Curly Washburn. De film won daarnaast nog vijf andere prijzen, waaronder twee American Comedy Awards en de People's Choice Award voor de favoriete filmkomedie van het jaar.
Hoofdpersonage Mitch Robbins (Billy Crystal) zoontje Danny werd gespeeld door Jake Gyllenhaal. City Slickers vormde voor hem zijn film- en acteerdebuut, vijftien jaar voordat hij voor een Academy Award werd genomineerd voor Brokeback Mountain. In 1994 verscheen het vervolg op City Slickers onder de titel City Slickers II: The Legend of Curly's Gold. Op Bruno Kirby na keerden hierin vrijwel alle oorspronkelijke acteurs terug.

## Verhaal
Mitch Robbins, Phil Berquist en Ed Furillo zijn drie goede vrienden. Laatstgenoemde sleept de andere twee voortdurend mee in allerlei adrenalineverhogende activiteiten, zoals de stierenrennen in Pamplona. De jaren beginnen alleen een beetje te tellen voor de drie eind-dertigers, waarmee met name Robbins het moeilijk heeft. Zijn 39e verjaardag is aanstaande en hij heeft het idee dat zijn leven wel zo'n beetje over het hoogtepunt heen is. Berguist en Furillo proberen hem op te beuren, maar eerstgenoemde gaat gebukt onder het juk van zijn dominante echtgenote Arlene en Furillo gaat van de ene veel jongere vriendin naar de andere. Hun visies overtuigen Robbins daarom niet.
Op het feest ter ere van Robbins' 39e verjaardag, loopt hij nog steeds niet over van levensvreugd. Berguist en Furillo hebben een speciaal cadeau voor hem geregeld. Ze willen twee weken lang met zijn drieën als echte cowboys te paard koeien van een ranch in New Mexico naar een vestiging in Colorado drijven, onder leiding van echte veedrijvers. Robbins heeft alleen met zijn echtgenote Barbara afgesproken dat hij op de betreffende data met haar naar haar ouders zou gaan in Florida en vertelt dat hij niet mee kan. Daarop neemt zij hem apart. Ze vindt dat het niet goed met hem gaat en staat erop dat hij er met zijn vrienden een paar weken tussenuit gaat om zichzelf te hervinden. Zodoende gaat Robbins alsnog mee met de dan net met het 24-jarige lingeriemodel Kim getrouwde Furillo en Berquist, van wie tijdens de verjaardag blijkt dat hij zijn twintigjarige secretaresse Nancy zwanger heeft gemaakt en daarom sowieso een tijd zijn woedende vrouw wil ontwijken.
Op de boerderij van Clay en Millie Stone maken ze kennis met hun reisgezelschap. Behalve de drie gaan ook tandartsen Ben en Steven Jessup, ijscomakers Ira en Barry Shalowitz en de aantrekkelijke, enige vrouw Bonnie Rayburn mee. Zij wordt voor vertrek seksueel geïntimideerd door drijfknechten Jeff en T.R., maar hier wordt een einde aan gemaakt door expeditieleider Curly Washburn. Hij is een cowboy van de oude stempel. Veedrijven is zijn levensvervulling. Hij socialiseert niet veel met mensen en boezemt Robbins behoorlijk wat angst in, maar heeft het hart op de goede plaats. Het reisgezelschap leert op de boerderij de basisbeginselen van paardrijden, veedrijven en lassowerpen en gaat vervolgens op pad met een kudde koeien.
De reis verloopt niet zonder horten of stoten, maar gaandeweg worden de drie vrienden ervarener en vaardiger. Robbins komt nader tot Washburn en voert met hem gesprekken over het leven. De cowboy geeft hem het advies om uit te zoeken wat voor hem het allerbelangrijkste is in zijn leven en daar vol voor te gaan, in plaats van half voor een hele hoop dingen. Het dringt langzaam maar zeker tot Robbins door dat dit precies is wat hij nodig heeft en dat zijn familie dát enige is. De trektocht verduidelijkt niet alleen een hoop voor Robbins, maar ook voor Berquist en Furillo. Eerstgenoemde komt tot het besef dat hij het zelf toelaat dat iedereen over hem heen loopt en dat dit nergens voor nodig is, omdat hij een prima en vaardige kerel is. Hij hoeft zijn echtgenote niet meer terug te zien en gaat proberen om samen met Rayburn een nieuw leven te beginnen. De oorsprong van Furillo's dadendrang ligt in zijn jeugd. Hij heeft vanaf zijn veertiende jaar voor zijn moeder, broers en zussen gezorgd nadat zijn steeds vreemdgaande vader hen in de steek liet. Sindsdien is hij voortdurend bezig geweest met aan zichzelf bewijzen dat hij een betere man dan zijn vader is. Zijn vrienden doen hem tijdens de reis beseffen dat hij dit al lang aangetoond heeft. Hij besluit bij thuiskomst met zijn kersverse echtgenote aan gezinsuitbreiding te beginnen en er vervolgens te zijn voor zijn aanstaande kinderen.
Curly overleeft de reis niet. Tijdens een pauze reageert hij niet wanneer Robbins tegen hem praat. Zijn hart blijkt te zijn gestopt met kloppen. Even later laten Jeff en T.R. het gezelschap dronken in de steek, waardoor dat alleen achterblijft met de kudde koeien. De drie vrienden laten de anderen rustig naar de boerderij in Colorado rijden, maar besluiten met zijn drieën te proberen om de drijfklus af te maken. Het brengt ze in levensgevaarlijke situaties, waar ze zich steunend op elkaar uitredden. Hierdoor groeit hun onderlinge band en zelfvertrouwen verder. Tegen de verwachtingen van iedereen in, komen ze een tijd later als echte cowboys met de kudde in Colorado aan.

## Rolverdeling
- Billy Crystal: Mitch Robbins
- Daniel Stern: Phil Berquist
- Bruno Kirby: Ed Furillo
- Patricia Wettig: Barbara Robbins
- Jake Gyllenhaal: Daniel Robbins
- Lindsay Crystal: Holly Robins
- Helen Slater: Bonnie Rayburn
- Jack Palance: Curly Washburn
- Noble Willingham: Clay Stone
- Tracey Walter: Cookie
- Josh Mostel: Barry Shalowitz
- David Paymer: Ira Shalowitz
- Danielle Harris: Student